# Casa de las Siete Chimeneas
La Casa de las Siete Chimeneas è un edificio a situato a Madrid in Spagna. Si trova nell'angolo di Plaza del Rey di Calle de las Infantas.
Risalente al XVI e dichiarato nel 1995 patrimonio d'interesse culturale, ospita la sede del ministero della cultura e dello sport spagnolo.